# KEIZO 〜かなわない夢もあった
『KEIZO 〜かなわない夢もあった』（ケイゾウ かなわないゆめもあった）は、中西圭三が1991年5月25日に発売した1枚目のスタジオ・アルバム。

## 解説
デビュー・シングル「タンジェリン・アイズ」発売から2ヶ月後に発売。中西はこれまで同じ大学の先輩である池田聡のコンサートツアーに参加したり作曲家として中山美穂やWink等に楽曲提供していたが、中西の名義でアルバムをリリースしたのは、この作品が初。
デビュー直後から本作を発売した頃までの中西は髪を伸ばしており、当初本作でもその姿で写されたジャケットで発売。当時のアルバムはケースの帯にキャッチコピーを添えることがトレンドになっていた時期でもあり、本作の帯には『メロディーの救世主』というキャッチコピーが添えられていた。短髪にイメージチェンジした後に、「Woman」がヒットしたことで印象が大きく異なったこと、初期ジャケットでは後に売れだしてからのイメージに合わなかったことから新たに撮影し直したジャケットに差し替えられた。

## 収録曲
| 全作曲: 中西圭三・小西貴雄。 |                                |            |                     |                    |      |
| #                            | タイトル                       | 作詞       | 作曲・編曲          | 編曲               | 時間 |
| 1.                           | 「タンジェリン・アイズ」       | 川村真澄   | 中西圭三・ 小西貴雄 | 小西貴雄・小林信吾 | 4:18 |
| 2.                           | 「Brother Sun Sister Moon」    | 川村真澄   | 中西圭三・ 小西貴雄 | 清水信之           | 4:36 |
| 3.                           | 「遠い夜明け」                 | 直枝政太郎 | 中西圭三・ 小西貴雄 | 小西貴雄           | 4:51 |
| 4.                           | 「Love Again」                 | 川村真澄   | 中西圭三・ 小西貴雄 | 小西貴雄・小林信吾 | 5:03 |
| 5.                           | 「彼方へ」                     | 川村真澄   | 中西圭三・ 小西貴雄 | 小西貴雄・小林信吾 | 5:00 |
| 6.                           | 「探偵」                       | 松井五郎   | 中西圭三・ 小西貴雄 | 小西貴雄           | 4:33 |
| 7.                           | 「ミッドナイト・コール」       | 尾上文     | 中西圭三・ 小西貴雄 | 清水信之           | 4:37 |
| 8.                           | 「夏の終わりのデッキシューズ」 | 松井五郎   | 中西圭三・ 小西貴雄 | 清水信之           | 6:39 |
| 9.                           | 「空を泳ぐ想い」               | TETSU      | 中西圭三・ 小西貴雄 | 小西貴雄・小林信吾 | 4:13 |
| 10.                          | 「Daisy」                      | 松井五郎   | 中西圭三・ 小西貴雄 | 清水信之           | 5:28 |
| 合計時間:                    | 合計時間:                      | 合計時間:  | 合計時間:           | 49:18              |      |